# Élections primaires en Argentine

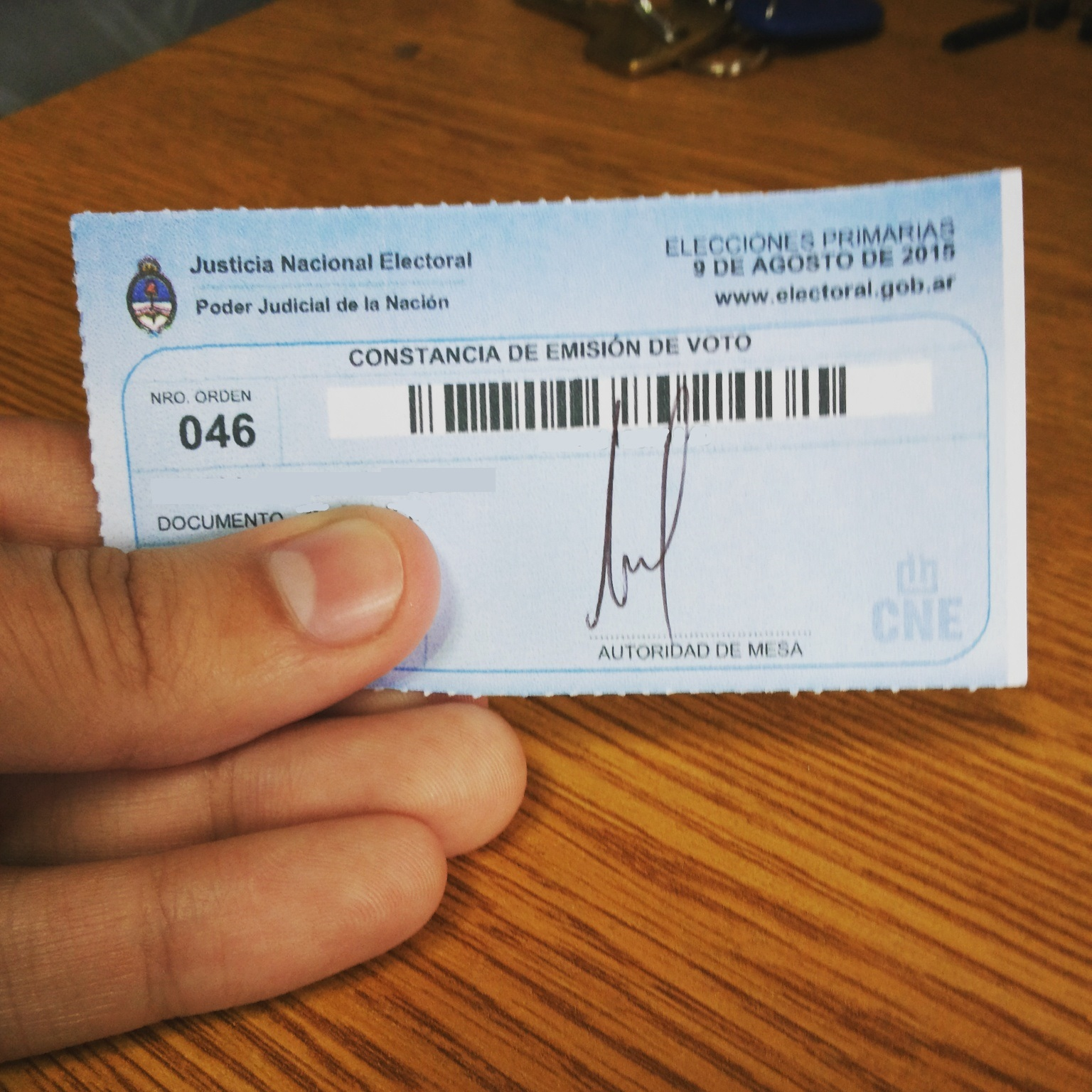
Carte d'électeur des élections primaires de 2015.

Les élections primaires en Argentine (en espagnol : elecciones primarias en Argentina) aussi appelées primaires, ouvertes, simultanées et obligatoires (en espagnol primarias, abiertas, simultáneas y obligatorias ou PASO) ont été créées en 2009, après l'approbation de la loi No 26571. Elle prévoit de définir par un vote obligatoire quels sont les partis habilités à se présenter aux élections nationales. Seuls ceux ayant obtenu au moins 1,5 % des votes par arrondissement pourront se présenter. De plus, les primaires permettent à chaque parti de choisir quel sera son candidat pour les élections nationales.

## PASO
Les élections primaires sont : 
- Primaires : parce qu'elles déterminent les candidatures officielles aux futures élections ;
- Ouvertes : parce que tous les citoyens participent à la sélection des candidats, affiliés ou non à un parti politique ;
- Simultanées : tous les candidats, quelles que soient les fonctions visées, doivent passer par la primaire, en simultané à la même date ;
- Obligatoires : pour tous les citoyens entre 18 et 70 ans à la date de l'élection nationale et pour tous les partis et alliances que prétendent concourir aux élections nationales, ainsi que pour ceux qui présentent une liste unique de candidats.